# Chantal Gevrey
Chantal Gevrey, née à Dijon (France) en 1942, est une écrivaine installée au Québec depuis 1967. Géographe et historienne de formation, elle a enseigné à Montréal jusqu'à sa retraite en 2008. Elle est membre de l'UNEQ (Union des écrivains du Québec), de l'AAM (Association des auteurs de la Montérégie) dont elle a été également administratrice, et de Culture Montérégie.
En 2000, elle obtient le prix Robert-Cliche pour Immobile au centre de la danse, roman également finaliste du prix France-Québec. Le manuel de géographie Un monde en mouvement, publié sous le nom de Chantal Grenier, en collaboration avec Nathalie Thibault, était primé en 1995 par le ministre québécois de l'Éducation. L'une de ses nouvelles a été finaliste du concours littéraire de Radio-Canada en 2007.